# A Pitcairn-szigetek címere

A Pitcairn-szigetek címere

A Pitcairn-szigetek címere egy kék színű pajzs rajta egy sárga szegélyű zöld háromszöggel. A zöld mezőn egy aranysárga vasmacskát, a felett pedig egy Bibliát ábrázoltak. A pajzsot felül egy ezüstszínű zöld és aranysárga sisakdísz, valamint egy taliga és egy indián tulipánfa (Thespesia populnea) díszíti. A kék szín a tengert, a zöld a szigetet jelenti. A vasmacska a Bounty nevű hajót jelképezi, amelynek utasai voltak a jelenlegi lakosok ősei. A taliga a munka jelképe.